# Мари (Нижньогородська область)
Мари (рос. Мары) — селище в Бутурлинському районі Нижньогородської області Російської Федерації.
Населення становить 27 осіб. Входить до складу муніципального утворення Уваровська сільрада.

## Історія
Від 2009 року входить до складу муніципального утворення Уваровська сільрада.

## Населення
| 2002 | 2010 |
| ---- | ---- |
| 18   | ↗27  |